# Fitchburg Railroad
Pour les articles homonymes, voir Fitchburg.
La Fitchburg Railroad (Sigle de l'AAR:FBRG) est une ancienne compagnie de chemin de fer américaine, fondée en 1842 par Alvah Crocker. La ligne desservait le nord du Massachusetts et reliait notamment Boston à Fitchburg par le tunnel du Hoosac. La ligne de la Fitchburg fut louée à la Boston & Maine à partir de 1900.

## Source
- (en) Ronald Dale Karr, Lost railroads of New England, Pepperell, Mass. : Branch Line Press, 1996.  (ISBN 9780942147049)